# Laophila spodina
Laophila spodina là một loài bướm đêm trong họ Geometridae.